# Gallina Ballarica
La Gallina Ballarica és una figura del bestiari popular de Vilafranca del Penedès (Alt Penedès), que representa una gallina aperdiuada de la raça del Penedès. Fou creada el 2004 per Dolors Sans i Osete, escultora de bèsties de foc nascuda a la mateixa ciutat. Està construïda en fibra de vidre; pesa 45 kg; mesura 200 cm de llargada, 90 cm d'amplada i 204 cm d'alçada; és carregada per un portador. Participa, juntament amb la seva parella, el Gall Tomasot, en la Mostra de Bestiari Festiu de Ploma de Vilafranca, durant la Fira del Gall.
En el context de la Fira del Gall, els nens petits aprofiten per donar el xumet a la Ballarica, que se'l penja en un cordó al voltant del coll.